# Khawaja Shahabuddin
Khawaja Shahabuddin (* 31. Mai 1898 in Dhaka; † 9. Februar 1977 in Karatschi) war ein pakistanischer Politiker und Diplomat.

## Biografie
Khawaja Shahabuddin stammte aus einer Familie von Nawabs und war der jüngere Bruder von Khawaja Nazimuddin, dem Generalgouverneur des Dominions Pakistan von 1948 bis 1951 und Premierminister von 1951 bis 1953.
Shahabuddin selbst war von 1948 bis 1951 Innenminister in der Regierung von Premierminister Liaquat Ali Khan. Nach dessen Ermordung am 16. Oktober 1951 wurde er von seinem Bruder zum Gouverneur der Nordwestlichen Grenzprovinz (North-West Frontier Province) ernannt. Dieses Amt bekleidete er bis 1954.
1954 wechselte er in den Diplomatischen Dienst und wurde Botschafter in Saudi-Arabien. Als solcher war er bis 1958 auch als Botschafter im Jemen akkreditiert. 1958 erfolgte seine Ernennung zum Botschafter in der Vereinigten Arabischen Republik (VAR).
Zuletzt war Khawaja Shahabuddin zwischen 1961 und 1964 Hochkommissar in Nigeria. Zugleich war er in dieser Zeit als Botschafter in Kamerun, Senegal, Sierra Leone und Togo akkreditiert.